# مریم بنت علی بن ناصر المسند
مریم بنت علی بن ناصر المسند وزیر توسعه اجتماعی و خانواده قطر است. او در ۱۹ اکتبر ۲۰۲۱ به این سمت توسط امیر قطر منصوب شد. المسند دارای مدرک کارشناسی ارشد مدیریت اجرایی، برنامه‌ریزی استراتژیک در بازرگانی از دانشکده مطالعات بازرگانی پاریس است.